# District d'Ilava
Le district d'Ilava est l'un des 79 districts de Slovaquie dans la région de Trenčín. Son chef-lieu est Ilava, mais sa plus grande ville est Dubnica nad Váhom.

## Démographie

### Évolution de la population
| Année:               | 1994.  | 2004.   | 2014.   | 2024.   |
| -------------------- | ------ | ------- | ------- | ------- |
| Nombre de personnes: | 62 205 | 61 422  | 60 194  | 56 647  |
| Différence:          |        | -1,25 % | -1,99 % | -5,89 % |

| Année:               | 2023.  | 2024.   |
| -------------------- | ------ | ------- |
| Nombre de personnes: | 56 920 | 56 647  |
| Différence:          |        | -0,47 % |

## Liste des communes
Source :

### Villes
- Ilava
- Dubnica nad Váhom
- Nová Dubnica

### Villages
Bohunice | Bolešov | Borčice | Červený Kameň | Dulov | Horná Poruba  | Kameničany | Košeca | Košecké Podhradie | Krivoklát | Ladce | Mikušovce  | Pruské | Sedmerovec | Slavnica | Tuchyňa | Vršatské Podhradie | Zliechov